# Burgruine Losenheim

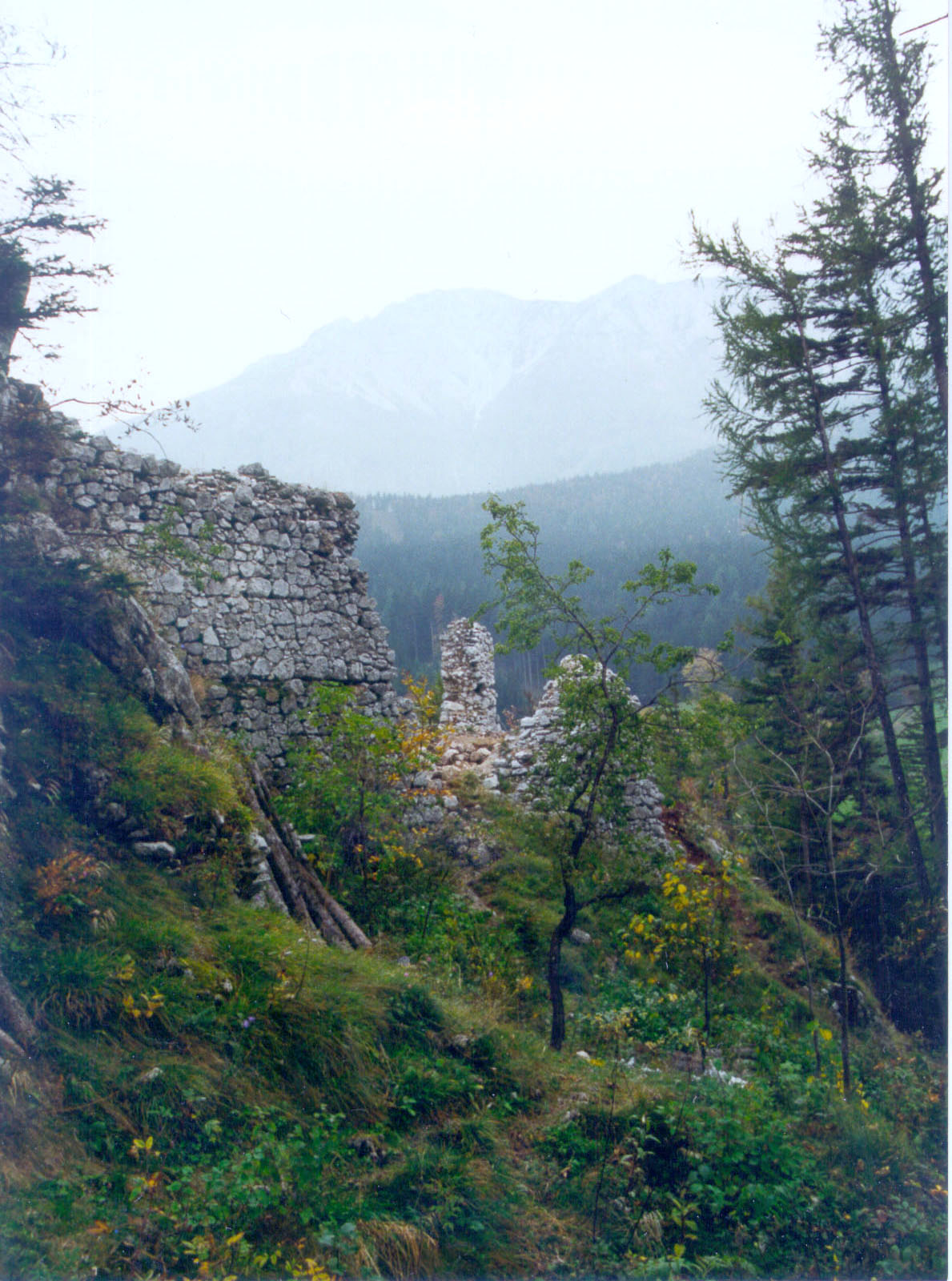
Zustand der Burgruine in den 1990er Jahren

Die spärlich erhaltenen Reste der Burg Losenheim liegen auf einem isolierten Felssporn nördlich der Rotte Losenheim, etwa 5 km von Puchberg am Schneeberg entfernt. Aufgrund der ausgesetzten Lage und vermutlich wegen der frühen Aufgabe der Spornburg als Herrschaftssitz sind nur noch bescheidene Mauerreste zu sehen. Diese sind mittlerweile in ein Ensemble umfangreicher Wiederherstellungsarbeiten eingebunden, da die gesamte Anlage seit den 1990er Jahren von privater Hand rekonstruiert wird.

## Historische Darstellung
Zu Beginn des 13. Jahrhunderts tauchen die Gleißenfeld-Puchberger (aus dem Raum Gleißenfeld/Scheiblingkirchen – vormals Puchberg – in der Buckligen Welt) im Puchberger Talkessel mit der Errichtung der Burgen Puchberg, Losenheim und einer weiteren Anlage auf dem Romaikogel herrschaftsbildend auf.
Urkundlich ist das Geschlecht der Losenheimer vom 13. bis zum 14. Jahrhundert nachweisbar, so werden 1220 ein Wulfing von Losenheim und 1222 sowie 1225 ein Dietmar von Losenheim 1225 erwähnt. Sie gehörten zum Dienstadel des Babenberger-Herzogs Leopold VI. Trotz der urkundlichen Nennung der Losenheimer in der ersten Hälfte des 13. Jahrhunderts ist aufgrund datierter archäologischer Funde eine Errichtung der Burg bereits im späten 12. Jahrhundert anzunehmen.
Vor dem 3. September 1264 beurkundet Rüdiger von Losenheim, dass er der Abtei Heiligenkreuz dritthalb Mansen und zwei Gärten zu Höflein überlassen habe. Als Zeugen fungieren auch Wisento, Lehensmann Rüdigers von Losenheim, Eberhard von Puchberg – Neffe Rüdigers von Losenheim – und Tuote, Ehefrau Rüdigers von Losenheim.
Am 3. September 1264 beurkundet Rüdiger von Losenheim, dass er der Abtei Heiligenkreuz auch das sich bisher vorbehaltene Vogteirecht über eine Gülte zu Höflein nachträglich überlassen habe.
1278 wird ein Otto von Losenheim erwähnt. 1304 verzichtet Johann von Losenhaim zu Gunsten der Abtei Heiligenkreuz auf drei Pfund Pfenninge Gülte zu Höflein, die derselben sein Vater verkauft hatte. Ab der Mitte des 14. Jahrhunderts decken sich die Besitzverhältnisse der Herrschaft Losenheim mit jener von Puchberg.